# Ancita fuscicornis
Ancita fuscicornis är en skalbaggsart som först beskrevs av Ernst Friedrich Germar 1848.  Ancita fuscicornis ingår i släktet Ancita och familjen långhorningar. Inga underarter finns listade i Catalogue of Life.